# بيارن أندرسون
بيارن أندرسون (بالسويدية: Bjarne Andersson) هو متزحلق سويدي، ولد في 28 أبريل 1940 في موتالا ‏ في السويد، وتوفي في 11 أغسطس 2004 في مورا في السويد.

## وصلات خارجية
- بيارن أندرسون على موقع الاتحاد الدولي للتزلج (التزلج الريفي) (الإنجليزية)
- بيارن أندرسون على موقع اللجنة الأولمبية الدولية (الإنجليزية)
- بيارن أندرسون على موقع أوليمبيديا (الإنجليزية)
- بيارن أندرسون على موقع اللجنة الأولمبية السويدية (السويدية)